# Pommerse gezichtsurnencultuur

Baltische culturen in de ijzertijd
Pommerse gezichtsurnencultuur
klokgravencultuur
Samland-Natangen-groep
West-Mazurië-groep (Galinden)
Oost-Mazurië-group (Jatvingen)
Beneden-Memel en Koerland-groep (Koeren)
Geborsteldkeramiekcultuur
Milogradcultuur
Dnjepr-Dvinacultuur

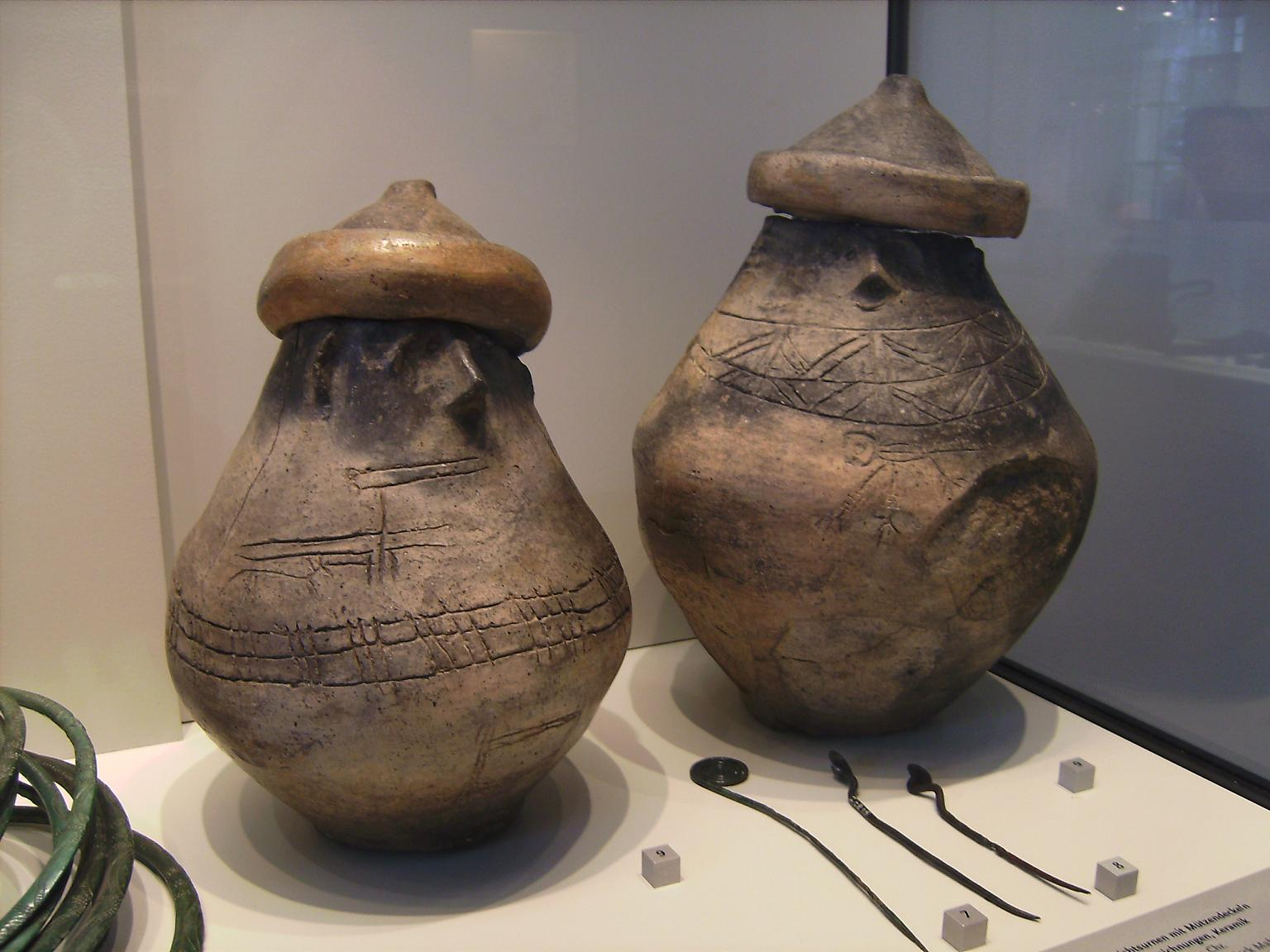
Gezichtsurnen (Museum für Vor- und Frühgeschichte, Berlin)

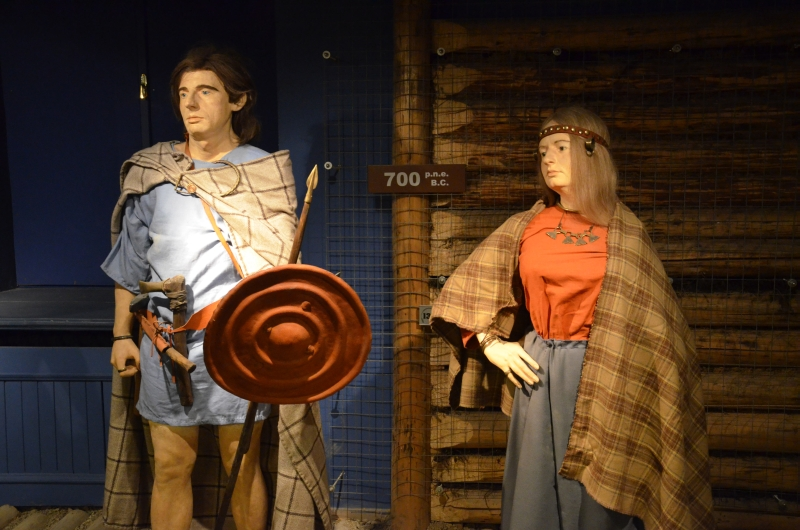
Reconsructie van klederdracht van de Pommerse gezichtsurnencultuur, Voor-Karpatisch laagland, 2e-3e eeuw

De Pommerse gezichtsurnencultuur was een ijzertijdcultuur met haar oorsprong in Pommeren in het noorden van het huidige Polen, uiteindelijk het grootste deel van Polen betrekkend. Ongeveer 650 v.Chr. ontstond zij uit de Lausitzcultuur, vaak geassocieerd met de Noordse bronstijd, en breidde zich vervolgens in zuidelijke richting uit. Tussen 200 en 150 v.Chr. werd zij opgevolgd door de Oksywiecultuur in het oosten van Pommeren en de Przeworskcultuur aan de bovenlopen van Wisła en Oder.

## Eigenschappen
Het meest kenmerkende was het gebruik van begrafenisurnen met gezichten. De urnen werden vaak bijgezet in steenkisten. Deze gezichtsurnen hebben deksels in de vorm van hoeden en vaak miniatuur oorringen van echt brons. De gezichten zijn soms zeer naturalistisch gemodelleerd en geen twee urnen vertonen hetzelfde gezicht. Ingegrifte tekeningen op de urnen tonen jachttaferelen, wagenrennen of ruiters. Broches van het Tłukom-type en halskettingen van meervoudige bronzen ringen zijn typische voorbeelden van metaalwerk.
De economie was vergelijkbaar met die van de voorafgaande Lausitzcultuur. Rogge werd voor het eerst op grotere schaal gekweekt, maar vormde nog steeds een klein onderdeel van het graan. Er waren minder heuvelforten dan in het gebied van de Lausitzcultuur verder naar het westen. Geïmporteerde goederen uit het zuiden zijn zeldzaam.

## Verwante culturen
Een verwante cultuur uit dezelfde periode was de huisurnencultuur van Midden-Duitsland.

## Verspreiding
In de late ijzertijd begon de Pommerse gezichtsurnencultuur zich zuidwaarts te verspreiden, in gebieden voorheen tot de Lausitz, Wysoko- en Milogradculturen behorend. In Mazovië en Polen leidde deze vermenging tot de ontwikkeling van de klokgravencultuur (Glockengräbergruppe), in het gebied van de Milogradcultuur ontstond hierdoor de Zaroebyntsicultuur.
Er is een vermoeden dat (een deel van) de dragers van de Pommerse gezichtsurnencultuur de Veneti geweest zijn.